# Нижняя Пиренга
Нижняя Пиренга (Пиренгозеро Нижнее, Пиренгское Нижнее) — пресноводное озеро в Мурманской области России, находится на территории Муниципального округа город Апатиты, Муниципального округа город Полярные Зори и Ковдорского района.
Расположено на юго-западе области, в 48 километрах к западу от города Апатиты, западнее озера Экостровская Имандра, находится на высоте на высоте 137,1 метра над уровнем моря. Площадь озера — 58,5 км². Водосборная площадь — 4240 км². Форма озера неправильная, со множеством островов, полуостровов, мысов и проток. Расстояние между наиболее отдаленными береговыми точками составляет 15,7 км, наибольшая ширина — 6,5 км.
На севере впадает река Нявка. На юго-востоке вытекает река Пиренга, соединяющая водоём с Княжей губой озера Имандра. Кроме того, протоками Нижняя Пиренга соединена с озёрами Охтозеро (на севере), Кумужья Салма и Верхняя Пиренга (на западе), Голец (на востоке). В прибрежной части многочисленные отмели.
Берега низкие, покрыты сосновым лесом. Над южным берегом возвышается гора Большая Губа (319,3 м), у северо-западного берега — гора Нявчик (400 м).
С 1938 года оно входит в состав Пиренгского водохранилища, являясь его восточной частью. Северная часть озера (7,8 км2) входит в состав Лапландского заповедника. В 1982—1997 годах озеро входило в состав Пиренгского заказника.